# Tamires Morena Lima
Tamires Morena Lima (født. 16. Maj 1994) er en kvindelig brasiliansk håndboldspiller som spiller for CS Gloria Bistrița-Năsăud i Rumænien og Brasiliens kvindehåndboldlandshold.